# Friedrich Bonhoeffer

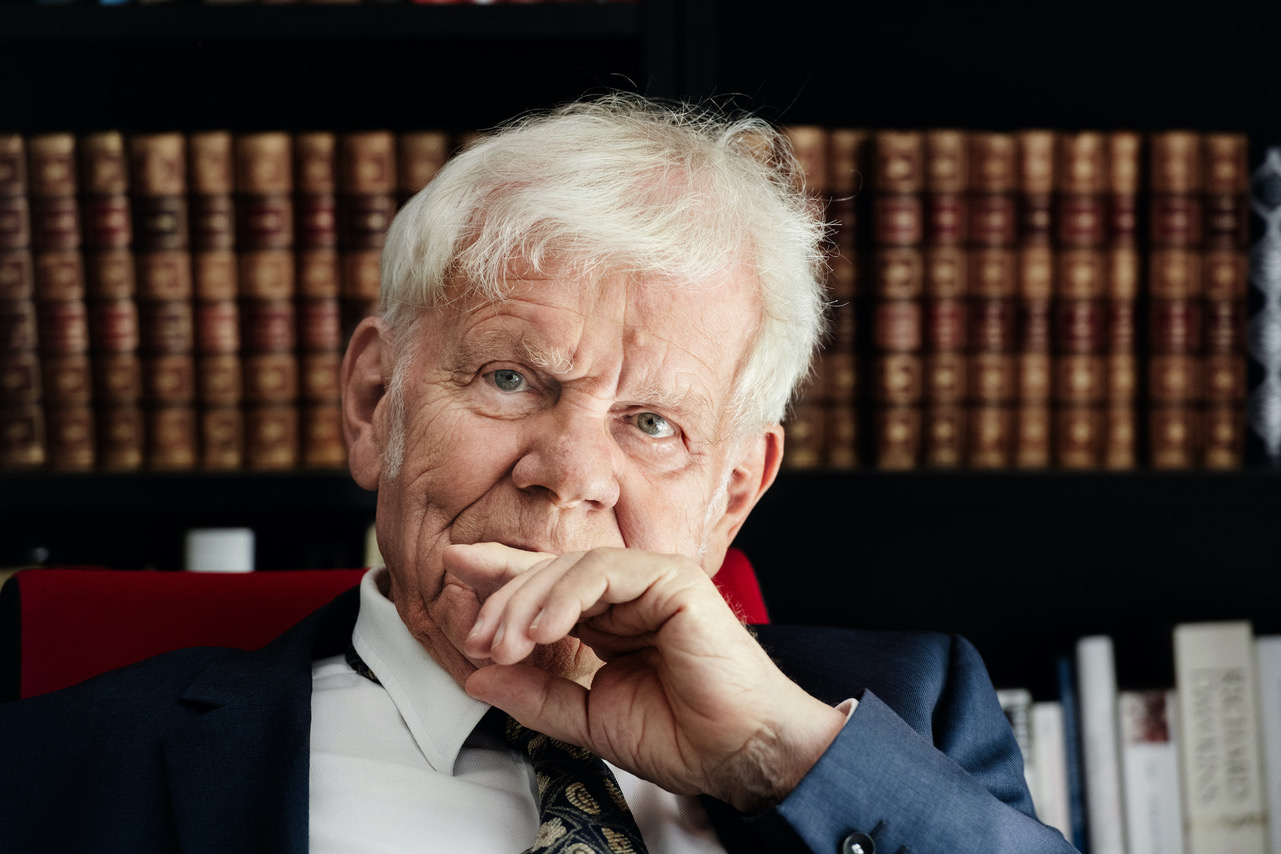
Friedrich Bonhoeffer (2020)
Foto: Berthold Steinhilber

Johann Friedrich Bonhoeffer (* 10. August 1932 in Frankfurt am Main; † 29. Januar 2021 in Tübingen) war ein deutscher Physiker, Molekularbiologe und Neurowissenschaftler.

## Biografie
Bonhoeffer war der Sohn von Karl-Friedrich Bonhoeffer und älterer Bruder von Martin Bonhoeffer. Ein weiterer Bruder war  der Anästhesist und Friedensaktivist Karl Bonhoeffer. Er studierte Physik und wurde 1958 in Göttingen in Kernphysik zum Dr. rer. nat. promoviert. Als Post-Doktorand war er an der University of California, Berkeley, wo er sich mit physikalischer Chemie von Makromolekülen beschäftigte. Er war ab 1961 am Max-Planck-Institut für Virusforschung in Tübingen und Gruppenleiter am Friedrich Miescher Labor in Tübingen. Seit 1972 war er Direktor der Biophysikalischen Abteilung am Max-Planck-Institut für Entwicklungsbiologie in Tübingen (bis zur Umbenennung 1984 MPI für Virusforschung).
Bonhoeffer unternahm in den 1960er und 1970er Jahren Pionierarbeiten in der Untersuchung der DNA-Replikation. Er entwickelte mit Heinz Schaller ein neuartiges System zur In-vitro-Synthese von DNA und er identifizierte mit Schaller die DNA-Polymerase III. Ab den 1980er Jahren wandte er sich der Entwicklungsbiologie zu und suchte insbesondere nach den von Roger Sperry postulierten Molekülen, die für die Morphogenese von Verbindungen im Gehirn verantwortlich waren und das Wachstum der Axone im Embryo zum Beispiel von Retina zu Tectum steuerten. Die ersten solchen Moleküle (Ephrin A) identifizierten sein Labor in Tübingen und unabhängig John Flanagan in Harvard.
1996 erhielt Bonhoeffer den Neuronal Plasticity Prize, 2007 den Ralph-W.-Gerard-Preis und 2020 den Gruber-Preis für Neurowissenschaften. Er war ab 1994 Mitglied der Leopoldina.
Er war verheiratet mit Dorothee Bonhoeffer. Gemeinsam haben sie drei Söhne, Tobias Bonhoeffer, Philipp Bonhoeffer und Sebastian Bonhoeffer.

## Verschiedenes
Die Conus Schneckenart Lophiotoma friedrichbonhoefferi, die von seinem Kollegen und Freund Baldomero Olivera, entdeckt wurde, trägt seinen Namen.

## Schriften
- mit B. K. Müller, U. Drescher: Novel gene families involved in neural pathfinding,  Curr. Opin.  Genet.  Dev., Band 6, 1996, 469–474
- mit U. Drescher, C. Kremoser, C.  Handwerker, J. Löschinger, M. Noda: In vitro guidance of retinal ganglion cell axons by RAGS, a 25 kDa tectal protein related to ligands for Eph receptor tyrosine kinases, Cell, Band 82, 1995, S. 359–370.